# La Bretenière (Giura)
La Bretenière è un comune francese di 203 abitanti situato nel dipartimento del Giura nella regione della Borgogna-Franca Contea.

## Società

### Evoluzione demografica
Abitanti censiti